# Allégorie de la Justice
 (décembre 2019).
L'Allégorie de la Justice est une sculpture civile réalisée en 1718 par Claude Franchomme. Elle orne ensuite la chapelle du Palais Rihour de Lille qui servait de Salle du Conclave. Son emplacement est connu par une photographie de la fin du XIXe siècle, alors que la chapelle était occupée par les collections du Musée d’Archéologie de la Ville de Lille.

## Histoire
En octobre 1916, durant un bal, un incendie se déclare au Palais Rihour et la sculpture connaît un fort encrassement en raison de la suie. Dès le 16 juillet 2014, l’intervention de restauration commence grâce au mécénat de l’Ordre des Avocats de Lille. Cela permet de révéler le très bon état de conservation de la polychromie originale : les carnations de la figure sont blanches et les drapés recouverts d’une dorure. Cette intervention consiste en un nettoyage important. Quant aux parties fragiles en bois, elles sont consolidées. Enfin, un élément de draperie et la balance sont refixés. Seules quelques retouches d’harmonisation très visibles sont réalisées. Les traces de vie de l’objet, telles que les brûlures de l’incendie sont conservées car elles sont un témoin de l’histoire de l’œuvre et plus généralement de l’histoire de la ville de Lille. À l’automne 2014, la statue entre dans le parcours permanent du musée de l'Hospice Comtesse de Lille aux côtés d’autres éléments de décor de la Salle du Conclave déjà présents.

## Symbolique de l'œuvre
Personnage : L'Allégorie de la Justice représente la Déesse grecque Thémis, fille d’Ouranos (Dieu du Ciel) et de Gaïa (déesse de la Terre). Elle symbolise la Justice immanente et l’ordre établi. Du grec « loi divine », Thémis reste à la droite de son époux Zeus. Conseillère de celui-ci, elle veille au bon rapport des Dieux entre eux et a le don de prédire l’avenir.
Faisceau : Le faisceau représente l’autorité du magistrat et le respect dû à ceux qui rendent la Justice.
Balance : La balance représente les notions d’équilibre, d’harmonie et d’ordre.
Bandeau : Le bandeau est une fine couche de lin recouvrant les yeux de Thémis. Elle représente l’impartialité quant à faire régner la justice qui doit être rendue objectivement et indépendamment de la puissance ou de la faiblesse des accusés.